# Nanette Newman
Nanette Newman (Northampton, 29 maggio 1934) è un'attrice e scrittrice britannica.

## Biografia
Nata in una famiglia di artisti, Nanette Newman studiò recitazione presso la Royal Academy of Dramatic Art di Londra. All'età di undici anni apparve nel suo primo lavoro, un cortometraggio intitolato Here We Come Gathering: A Story of the Kentish Orchards. Interpretò poi un piccolo ruolo nella serie televisiva Sir Francis Drake.
Il suo debutto cinematografico avvenne nel 1953 con il film La voce della calunnia.
Nel 1955 sposò il regista Bryan Forbes, in seguito al divorzio dell'uomo dalla prima moglie. Il padre di Nanette disapprovava la relazione, poiché Forbes era più grande della figlia ed era già sposato. L'unione matrimoniale tra Nanette Newman e Bryan Forbes durò quasi cinquantotto anni, fino alla morte dell'uomo nel 2013. La coppia ebbe due figlie, la conduttrice televisiva Emma e la giornalista Sarah, che poi sposò l'attore John Standing. Nanette recitò come attrice in nove dei film diretti da suo marito, tra cui La cassa sbagliata, La pazza di Chaillot, La luna arrabbiata e Una corsa sul prato. Secondo l'attrice, il loro rapporto durò per tanti anni anche grazie alla clausola che Forbes faceva inserire nei suoi contratti, secondo cui la sua famiglia lo avrebbe seguito in caso di trasferta per un tempo superiore alle due settimane.
Nanette Newman fu candidata al BAFTA alla migliore attrice protagonista nel 1972 per il suo ruolo nel film La luna arrabbiata. Per l'interpretazione in Una corsa sul prato vinse nel 1979 l'Evening Standard British Film Awards.
Nel suo libro Adventures in the Screen Trade, lo scrittore e sceneggiatore William Goldman criticò pubblicamente la scelta effettuata da Forbes, che aveva ingaggiato sua moglie Nanette per interpretare una delle donne perfette nel film La fabbrica delle mogli, di cui lo stesso Goldman era autore. Nell'idea di Goldman, le mogli androidi dovevano risultare simili a delle playmate di Playboy, mentre la Newman era una donna quarantenne, che pur essendo di bell'aspetto "non era una bomba sexy". Goldman sostenne che il casting avesse danneggiato la storia e criticò anche il fatto che un'attrice inglese interpretasse un personaggio statunitense, per quanto l'accento e la dizione di Nanette Newman fossero perfettamente credibili.
L'attrice lavorò anche in televisione, fu tra gli ospiti ricorrenti nel revival del game show What's My Line? e fu protagonista della sitcom Let There Be Love. Inoltre, per molti anni prestò il suo volto agli spot del detersivo Fairy.
Nanette Newman si dedicò, inoltre all'attività di scrittrice: pubblicò sei libri di cucina e oltre trenta libri per l'infanzia.

## Filmografia

### Cinema
- Here We Come Gathering: A Story of the Kentish Orchards, regia di Barry Delmaine (1945) - cortometraggio
- La voce della calunnia (Personal Affair), regia di Anthony Pelissier (1953)
- La tenda nera (The Black Tent), regia di Brian Desmond Hurst (1956)
- Un colpo da otto (The League of Gentlemen), regia di Basil Dearden (1960)
- Faces in the Dark, regia di David Eady (1960)
- The Rebel, regia di Robert Day (1961)
- House of Mystery, regia di Vernon Sewell (1961)
- Il mistero dell'idolo nero (Pit of Darkness), regia di Lance Comfort (1961)
- Twice Round the Daffodils, regia di Gerald Thomas (1962)
- The Painted Smile, regia di Lance Comfort (1962)
- La stanza a forma di L (The L-Shaped Room), regia di Bryan Forbes (1962)
- Il braccio sbagliato della legge (The Wrong Arm of the Law), regia di Cliff Owen (1963)
- Ventimila sterline per Amanda (Séance on a Wet Afternoon), regia di Bryan Forbes (1964)
- Schiavo d'amore (Of Human Bondage), regia di Bryan Forbes e Ken Hughes (1964)
- La cassa sbagliata (The Wrong Box), regia di Bryan Forbes (1966)
- Bisbigli (The Whisperers), regia di Bryan Forbes (1967)
- Passo falso (Deadfall), regia di Bryan Forbes (1968)
- Oh, che bella guerra! (Oh! What a Lovely War), regia di Richard Attenborough (1969)
- La pazza di Chaillot (The Madwoman of Chaillot), regia di Bryan Forbes (1969)
- Il capitano Nemo e la città sommersa (Captain Nemo and the Underwater City), regia di James Hill (1969)
- La luna arrabbiata (The Raging Moon), regia di Bryan Forbes (1971)
- The Love Ban, regia di Ralph Thomas (1973)
- Man at the Top, regia di Mike Vardy (1973)
- La fabbrica delle mogli (The Stepford Wives), regia di Bryan Forbes (1975)
- Una corsa sul prato (International Velvet), regia di Bryan Forbes (1978)
- Restless Natives, regia di Michael Hoffman (1985)
- The Mystery of Edwin Drood, regia di Timothy Forder (1993)
- Listening, regia di Kenneth Branagh (2003) - cortometraggio
- Cosa raccomanda lei?, regia di Chris Ketchell (2006) - cortometraggio

### Televisione
- Happy and Glorious - serie TV, 1 episodio (1952)
- Douglas Fairbanks, Jr., Presents - serie TV, 1 episodio (1954)
- The Vise - serie TV, 4 episodi (1955-1959)
- ITV Television Playhouse - serie TV, 1 episodio (1957)
- The Diary of Samuel Pepys - miniserie TV, 1 episodio (1958)
- Armchair Theatre - serie TV, 1 episodio (1958)
- The Men From Room 13 - serie TV, 2 episodi (1960)
- Interpol Calling - serie TV, 1 episodio (1960)
- The Long Way Home - serie TV, 2 episodi (1960)
- Maigret - serie TV, 1 episodio (1961)
- Deadline Midnight - serie TV, 1 episodio (1961)
- Sir Francis Drake - serie TV, 1 episodio (1961)
- Il Santo (Simon Templar) - serie TV, 1 episodio (1964)
- Journey to the Unknown - serie TV, 1 episodio (1968)
- Prometheus: The Life of Balzac - miniserie TV, 3 episodi (1975)
- Play for Today - serie TV, 1 episodio (1980)
- Stay with Me Till Morning - serie TV, 3 episodi (1981)
- Let There Be Love - serie TV, 12 episodi (1982-1983)
- West Country Tales - serie TV, 1 episodio (1983)
- The Morecambe & Wise Show - serie TV, 1 episodio (1983)
- Late Expectations - serie TV, 6 episodi (1987)
- Gioco senza fine - miniserie TV, 1 episodio (1989)
- The Mixer - serie TV, 1 episodio (1993)

## Riconoscimenti
- BAFTA
  - 1972 – Candidatura alla miglior attrice per La luna arrabbiata

- Evening Standard British Film Awards
  - 1979 – Miglior attrice per Una corsa sul prato